# Списак епизода серије Бисер Бојане

Серија Бисер Бојане се емитује на каналу РТС 1 од 6. октобра 2018. Прва сезона је почела са емитовањем 6. октобра 2018. године, а завршена 27. октобра исте године. Друга сезона се емитује од 9. новембра 2019. године и има 8 епизода. 

## Преглед
| Сезона | Сезона | Епизоде | Епизоде | Оригинално емитовање | Оригинално емитовање |
| Сезона | Сезона | Епизоде | Епизоде | Премијера            | Финале               |
| ------ | ------ | ------- | ------- | -------------------- | -------------------- |
|        | 1.     | 4       | 4       | 6. октобар 2018.     | 27. октобар 2018.    |
|        | 2.     | 8       | 8       | 9. новембар 2019.    | 28. децембар 2019.   |

### 1. сезона (2018)
"Бисер Бојане" је савремена, романтична акциона комедија. Прича почиње у Београду и у Трсту а завршава се на Ади Бојани где уз низ комичних ситуација, испреплитаних породичних прича, долазимо до разрешења љубавних проблема младог Ђорђа, лекара и љубитеља природе и птица и Лоле студенткиње, заљубљене у море и кајт, као и давно прекинутог односа оца и сина...
Док Лола безуспешно покушава да задобије пажњу Ђорђа, који је опседнут идејом да свога оца Николу, бившег робијаша "изведе на прави пут", њен отац Рајко (инспектор у Улцињу), коме је Никола животна опсесија као једини нерешен случај у његовој каријери, сазнаје са ким његова ћерка проводи време. Ни Никола не гледа благонаклоно на дружење свог сина и ћерке главног полицијског инспектора.

### 2. сезона (2019)
У романтичној акционој комедији "Бисер Бојане 2" следи наставак авантура добро знаних јунака — Ђорђа Поповића, његовог оца Николе и тетке Зорке, инспектора Рајка и његове ћерке Лоле, Матије, Сандре, Ђованија, као и мноштва атрактивних младића и девојака, кајтера, који обитавају у кампу...
Лик нове инспекторке Чарне такође уноси доста немира међу криминалце, али и полицајце, јер је она бескомпромисна у намери да што савесније обавља свој посао.
Друга сезона, састављена од осам епизода, поред љубавних заврзлама и занимљивих мелодрамских обрта, имаће и израженији крими заплет чији су кључни покретачи контроверзни бизнисмени.

## Епизоде
| Бр. еп. (укупно) | Бр. еп. (у сезони) | Наслов        | Редитељ       | Сценариста        | Премијера         |
| --- | ------------------ | ------------- | ------------- | ----------------- | ----------------- |
| 1 | 1                  | „Епизода 1.1” | Милан Караџић | Владимир Ђурђевић | 6. октобар 2018.  |
| 2 | 2                  | „Епизода 1.2” | Милан Караџић | Владимир Ђурђевић | 13. октобар 2018. |
| 3 | 3                  | „Епизода 1.3” | Милан Караџић | Владимир Ђурђевић | 20. октобар 2018. |
| 4 | 4                  | „Епизода 1.4” | Милан Караџић | Владимир Ђурђевић | 27. октобар 2018. |
| Улцињски полицијски инспектор Рајко на све начине покушава да ухвати Николу за којег је уверен да негде крије украдене дијаманте. Матија, син бившег Николиног партнера, на све начине покушава да дође до тих дијаманата и киднапује Николиног сина, Ђорђа. Пред Николом је сада велика дилема - како да спаси сина и ослободи се притиска који над њим праве криминалци. За све то време одвија се романса између Ђорђа и Лоле, кћерке инспектора Рајка. |                    |               |               |                   |                   |